# رابرت پین
رابرت پین (به انگلیسی: Pierre Stephen Robert Payne) (زاده دسامبر ۱۹۱۱ - مرگ مارس ۱۹۸۳) یک نویسنده، تاریخ نگار و شاعر انگلیسی بود. نوشتار شکوه پارس، شاهان بزرگ از آثار وی است که در مورد شاهنشاهی هخامنشی نوشته شده‌است.